# نئوپلاسم بیش‌تکثیری مغز استخوان

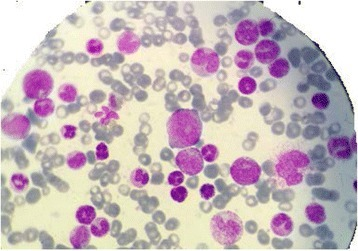
میلوگرام فردی مبتلا به اختلال میلوپرولیفراتیو

نئوپلاسم بیش‌تکثیری مغز استخوان (به انگلیسی: Myeloproliferative neoplasm یا MPNs) شامل گروهی از بیماری‌های مربوط به مغز استخوان می‌باشد که در آن‌ها تعداد بیش از حد معمولی یاخته در مغز استخوان تولید می گردد. این بیماری‌ها با بیماری‌هایی چون سندرم میلودیسپلاستیک، لوسمی حاد میلوئیدی و لوسمی مزمن میلوئیدی رابطه مستقیم دارند و در برخی شرایط می‌توانند به این بیماری‌ها نیز تبدیل شوند. عبارت بیماری‌های بیش‌تکثیری مغز استخوان نخستین بار توسط ویلیام دیمشک خون‌شناس آمریکایی در سال ۱۹۵۱ میلادی مطرح شد، اما بعدها، این عبارت به منظور نشان دادن اهمیت تغییرات ژنتیکی کلونال موجود در این دسته از بیماری‌ها توسط سازمان بهداشت جهانی به عبارت نئوپلاسم بیش‌تکثیری مغز استخوان تغییر یافت. از رایج‌ترین نشانه‌های این دسته از بیماری‌ها می‌توان به بروز ترومبوز (و اغلب ترومبوز سیاهرگی)، افزایش تعداد یاخته‌های خونی و بازوفیلی اشاره نمود.